# Туманов, Георгий Александрович
Князь Гео́ргий Алекса́ндрович Тума́нов (1856—1918) — русский генерал, командовал 13-й кавалерийской дивизией и 7-м кавалерийским корпусом, герой Первой мировой войны.

## Биография
Происходил из княжеского рода Тумановых.
Образование получил в приготовительном пансионе при Николаевском кавалерийском училище. В 1877 году окончил то же училище и был выпущен прапорщиком в 17-й драгунский Нижегородский полк.
Чины: поручик (1877), штабс-ротмистр (1883), ротмистр (1885), подполковник (1890), полковник (за отличие, 1894), генерал-майор (за отличие, 6 декабря 1902), генерал-лейтенант (за отличие, 1 мая 1910)), генерал от кавалерии (за отличие, 1916).
Участвовал в русско-турецкой войне 1877—1878 годов.
В 1885 году окончил Николаевскую академию Генерального штаба (по 1-му разряду).
Служил адъютантом штаба 41-й пехотной дивизии (1885—1887), Кавказской кавалерийской дивизии (1888—1890). В 1889—1890 годах отбывал цензовое командование эскадроном в 27-м драгунском Киевском полку. Позднее служил штаб-офицером для поручений при штабе Кавказского армейского корпуса (1890—1891), при управлении 25-й местной бригады (1891—1893), при управлении 2-й Кавказской пехотной резервной бригады (1893—1896); начальником штаба 6-й кавалерийской дивизии (1896—1900).
В 1900—1901 годах командовал 27-м драгунским Киевским полком. Состоял генералом для особых поручений при командующем войсками Варшавского военного округа (1901—1904).
Участвовал в русско-японской войне, командовал 2-й бригадой Сибирской казачьей дивизии.
Служил начальником штаба: 10-го армейского корпуса (1905—1906), 2-го кавалерийского корпуса (1906—1907), 16-го армейского корпуса (1907). В 1907—1910 годах состоял окружным дежурным генералом штаба Варшавского военного округа.
В мае 1910 года был назначен командиром 13-й кавалерийской дивизии. В Первую мировую войну вступил со своей дивизией, действовал в Ченстохово-Краковской операции, отличился в битве при Краснике. В 1915 году был направлен на Северный фронт. Участник борьбы со Свенцянским прорывом немцев в сентябре 1915 г. 8 марта 1916 был назначен командиром 7-го кавалерийского корпуса.
После Февральской революции был отчислен в резерв чинов при штабе Киевского военного округа, в октябре 1917 был награждён орденом Святого Георгия 4-й степени. В 1918 году жил в Киеве, встречался с деятелями Белого движения, среди которых барон Врангель, глава Донской миссии генерал М. А. Свечин. Позднее в том же году выехал на Северный Кавказ для лечения на минеральных водах. В Пятигорске был захвачен большевиками в заложники и 1 ноября 1918 года зарублен (по другим данным — расстрелян) вместе с генералами Рузским, Радко-Дмитриевым, сенатором Медемом, Бочаровым, Перфильевым, Шевцовым, Шаховским и другими заложниками.

## Награды
- Орден Святого Станислава 3-й ст. с мечами и бантом (1878);
- Орден Святой Анны 4-й ст. (1880);
- Орден Святой Анны 3-й ст. (1886);
- Орден Святого Станислава 2-й ст. (1896);
- Орден Святой Анны 2-й ст. (1900);
- Орден Святого Владимира 4-й ст. с бантом (1903);
- Орден Святого Владимира 3-й ст. с мечами (1905);
- Орден Святого Станислава 1-й ст. с мечами (1906);
- Золотое оружие «За храбрость» (ВП 09.12.1906)[7];
- Орден Святой Анны 1-й ст. (1909);
- Орден Святого Владимира 2-й ст. (1913);
- Орден Святого Георгия 4-й ст. (ПАФ 14.10.1917).